# پیتر نوربک
پیتر نوربک (به انگلیسی: Peter Norbeck) سناتور سابق عضو حزب جمهوری‌خواه ایالات متحده آمریکا بود. وی در سال ۱۹۲۱ تا ۱۹۳۶ میلادی سناتور ایالت داکوتای جنوبی در سنای ایالات متحده آمریکا بود.